# 匈牙利語維基百科

匈牙利语维基百科条目数量达到50万时的纪念logo

匈牙利語維基百科為維基百科協作計劃之匈牙利語版本，由非營利組織──維基媒體基金會維持負責。目前是各語言維基百科計劃中，規模排名第21（依條目量計算）的維基百科。計劃開始於2001年，至2018年10月底已有超過439,000個條目。2022年2月18日，匈牙利语维基百科的条目数量达到50万条。

## 外部連結
- 匈牙利語維基百科 （页面存档备份，存于）